# HD 169851
HD 169851，又名CD-2613184，SAO 186837、HR 6909，是一颗恒星，视星等为6.31，位于銀經6.55，銀緯-7.02，其B1900.0坐标为赤經18h 21m 29.6s，赤緯-26° -7.02′ 37″。